# Froriepia subpinnata
Froriepia subpinnata là một loài thực vật có hoa trong họ Hoa tán. Loài này được (Ledeb.) Baill. mô tả khoa học đầu tiên năm 1879.